# 하나님께 감사
Deo gratias라는 의미는 하나님과 감사의 합병어로 라틴어로 번역하면 "하나님께 감사합니다"이다. 고린도 전서 15: 57, 그리고 고린도 후서 2:14 라틴어 성경(불가타역) 본문에 나타난다.

## 참고문헌
- Holweck, F. (1908), Deo Gratias, Catholic Encyclopedia, New York: Robert Appleton Company.

## 같이 보기
- 코람데오